# Paraboarmia
Paraboarmia là một chi bướm đêm thuộc họ Geometridae.